# Балгале
Балгале (на латвийски: Balgale) е село в околия Талси, Северозападна Латвия.
Населението му е от около 61 души (2006).
Разположено е на 40 метра надморска височина в Източноевропейската равнина, на 19 километра западно от брега на Рижкия залив и на 78 километра северозападно от столицата Рига.

## Личности
Починали в Балгале
- Карл фон Ливен (1767 – 1844), офицер и политик